# Wladimir Naef
Wladimir Naef (* 3. September 1919 in Moskau; † 16. Juni 2006) war ein Schweizer Schachspieler und -komponist.

## Schach
Wladimir Naef war eines der Gründungsmitglieder der „Schweizerischen Vereinigung von Kunstschachfreunden“, an deren Versammlungen er immer teilnahm, wenn es ihm möglich war. Ab 1957 führte er als Nachfolger von Samuel Isenegger 23 Jahre lang den Studienteil der Schweizerischen Schachzeitung. Er betätigte sich selbst als Komponist vor allem von Hilfsmattaufgaben, aber auch in anderen Kompositionsarten.
Naef stach auch als starker Partiespieler hervor, so gewann er 1952 den Zürich-Cup, stand 1953 im Finale des Coupe Suisse, den er 1959 sogar gewann, spielte von 1953 bis 1963 in der Nationalmannschaft der Schweiz, wurde 13-facher Mannschaftsmeister mit der Schachgesellschaft Zürich und feierte viele klubinterne Siege.
Hier eine seiner frühen Studien.
|   | a | b | c | d | e | f | g | h |   |
| 8 |   |   |   |   |   |   |   |   | 8 |
| 7 |   |   |   |   |   |   |   |   | 7 |
| 6 |   |   |   |   |   |   |   |   | 6 |
| 5 |   |   |   |   |   |   |   |   | 5 |
| 4 |   |   |   |   |   |   |   |   | 4 |
| 3 |   |   |   |   |   |   |   |   | 3 |
| 2 |   |   |   |   |   |   |   |   | 2 |
| 1 |   |   |   |   |   |   |   |   | 1 |
|   | a | b | c | d | e | f | g | h |   |

Lösung:

1. Tg2–g4! Kc4–d3

2. Tg4xf4 f3–f2

3. Tf4xf2 e4–e3

4. Tf2–f3 Kd3–d2 

5. Sd8–e6 e3–e2 

6. Se6–f4 e2–e1D 

7. Tf3–d3 matt

## Privates
Wladimir Naef wurde in Moskau geboren, kehrte aber schon 1920 mit seiner Familie in die Schweiz zurück, wo er zweisprachig aufwuchs. Später wurde er dadurch ein begehrter Übersetzer. In seiner Jugend war Naef ein erfolgreicher Tennis- und Tischtennisspieler. Er arbeitete als Maschinen-Ingenieur mit Spezialisierung im Bereich der Hydraulik in verschiedenen Branchen, wurde jedoch 1939 in den aktiven Militärdienst berufen. Am Ende seines Berufsweges war Naef als Direktor tätig. Seine erste Ehefrau, die früh verstarb, gebar Naef vier Kinder.